# フィメール・トラブル
『フィメール・トラブル』（原題: Female Trouble）は、1974年製作のアメリカ合衆国の映画。

## キャスト
- ドーン：ディヴァイン
- ドナルド：デヴィッド・ローチャリー
- ドナ：メアリー・ヴィヴィアン・ピアース
- タフィー：ミンク・ストール